# Hit (album de Baptiste Trotignon)
Albums de Baptiste Trotignon
Dusk Is a Quiet Place
(2013)
Hit est un album du pianiste de jazz français Baptiste Trotignon sorti en 2013 sur le label Naïve. C'est son premier enregistrement en trio depuis Sightseeing en 2001.
Hit (« frapper » en anglais) repose sur deux principes de la musique de Baptiste Trotignon : la dimension percussive (placement rythmique, accentuation), et le goût pour la mélodie, on trouve ainsi des morceaux purement « jazz », d'autres aux sonorités pop, latines ou world music ; on distingue parfois même l'ombre de maîtres tels que Bartók, Beethoven ou Ravel.
Même si toutes les compositions sont de Trotignon, Hit est un album de groupe, chaque musicien apportant une contribution indispensable aux morceaux.

## Liste des pistes
Toute la musique est composée par Baptiste Trotignon.
| No  | Titre         | Durée |
| --- | ------------- | ----- |
| 1.  | Choral        | 2:01  |
| 2.  | Abracadabra   | 4:51  |
| 3.  | Paul          | 5:33  |
| 4.  | Spleen        | 4:53  |
| 5.  | Air           | 5:16  |
| 6.  | Busy Brain    | 6:15  |
| 7.  | Happy Rosalie | 4:12  |
| 8.  | Liquid        | 2:19  |
| 9.  | Solid         | 3:02  |
| 10. | Désillusion   | 11:06 |
| 11. | Choral again  | 1:25  |

## Personnel
- Baptiste Trotignon : piano
- Thomas Bramerie : contrebasse
- Jeff Ballard : batterie